# Вільйодріго
Вільйодріго (ісп. Villodrigo) — муніципалітет в Іспанії, у складі автономної спільноти Кастилія-і-Леон, у провінції Паленсія. Населення — 146 осіб (2010).
Муніципалітет розташований на відстані близько 190 км на північ від Мадрида, 38 км на схід від Паленсії.

## Демографія
Динаміка населення (INE ):

## Галерея зображень

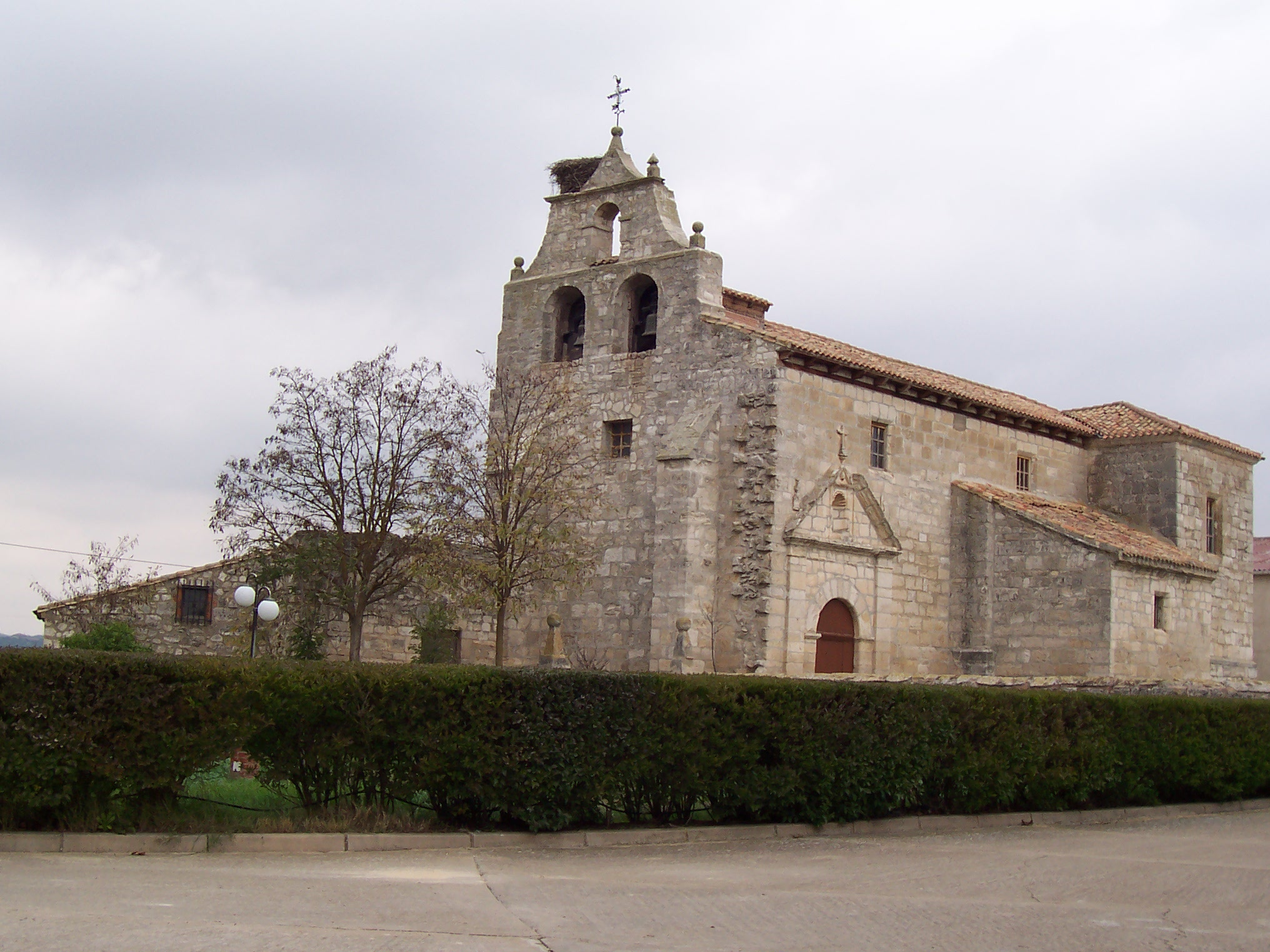
Парафіяльна церква Сан-Естебан, Вільйодріго